# Filipinos (marca de rosquillas)
Filipinos es una marca de galletas conocidas por ser un snack azúcarado con forma redonda parecida a los donuts.
Tiene como peculiaridad su forma redonda con agujero rebañada en chocolate. Se pueden encontrar rebañados en chocolate blanco, chocolate negro, chocolate con leche, y también con sabor salted caramel, sabor frutos rojos, y sabor speculoos.
Estas galletas bañadas son producidas bajo la marca Artiach, empresa que forma parte del grupo Adam Foods. Son comercializados en España, Portugal, Francia e Italia. 

Filipinos ha ido mejorando y reinventándose con nuevos sabores, formatos y promociones, hasta llegar a expandirse por todo el sistema alrededor del mundo. 

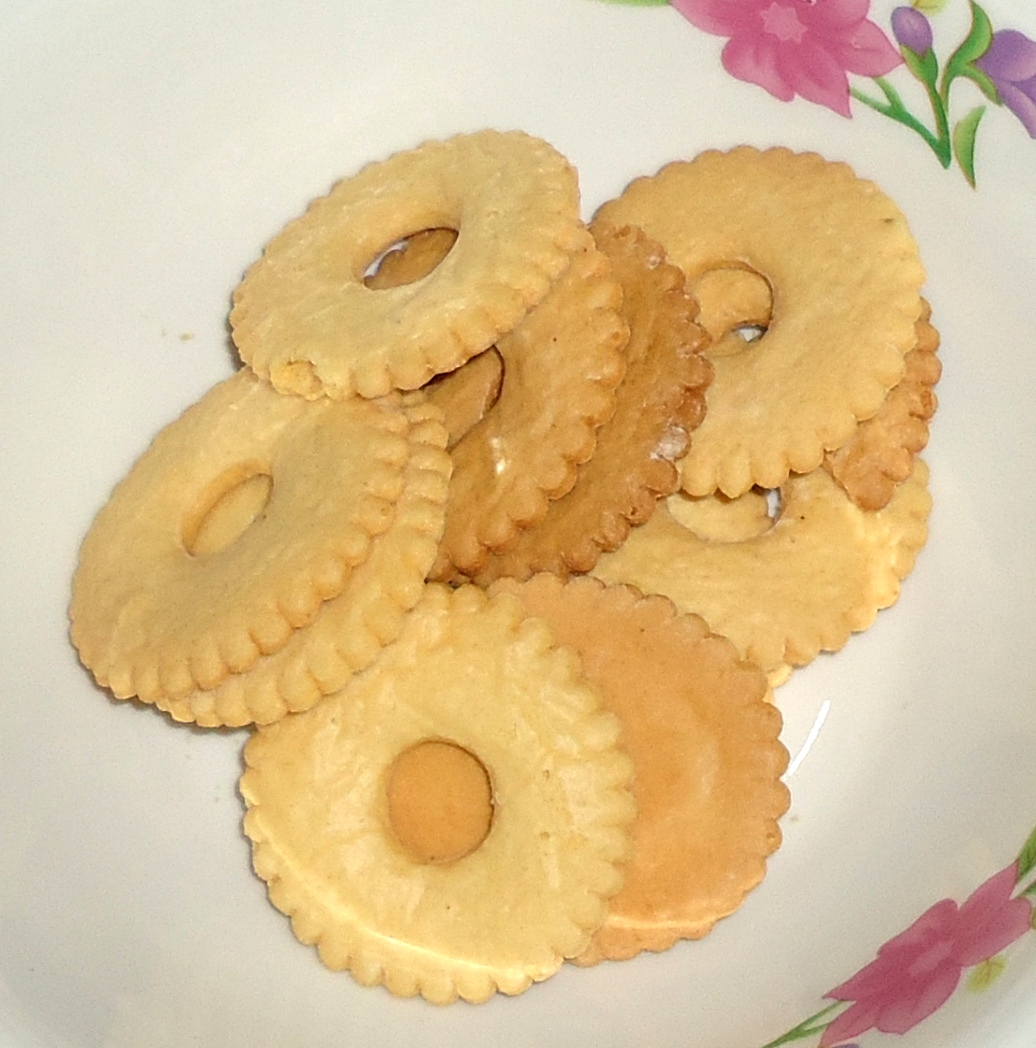
Rosquillos de Filipinas

## Controversia
El gobierno de Filipinas emitió una protesta diplomática contra el Gobierno de España, la Comisión Europea, y el fabricante contemporáneo, Nabisco Iberia en 1999. La protesta se oponía al uso del nombre "Filipinos" para comerciar las galletas y demandó que Nabisco deje de vender el producto hasta que el nombre de la marca se cambiase.
El autor de la protesta, el congresista filipino Heherson Álvarez, dijo que el nombre de la galleta era ofensivo por la aparente referencia al color "oscuro por fuera y blanco por dentro". Su resolución proclamaba "estos alimentos podrían llamarse apropiadamente por cualquier otro nombre, pero los fabricantes han elegido nuestra identidad racial, y ahora están sacando dinero de estos alimentos." El 26 de agosto de 1999 el presidente filipino Joseph Estrada llamó a la marca "un insulto".
La protesta se tramitó a pesar de la oposición inicial del secretario de exteriores Domingo Siazon. Siazon dijo que no veía nada mal con el uso de "Filipinos" en una marca, remarcando que los austriacos no protestaban porque las salchichas pequeñas se llamen "salchichas de Viena".